# Badminton Canada
Badminton Canada ist ein Sportverband mit Sitz in Ottawa und die oberste nationale administrative Organisation in der Sportart Badminton in Kanada. Präsident ist Ken Poole.

## Geschichte
Badminton wurde in Kanada erstmals Anfang des 20. Jahrhunderts gespielt. Im Dezember 1921 wurde die Canadian Badminton Association (CBA) gegründet.
1922 wurden die ersten nationalen Titelkämpfe ausgetragen. 1934 wurde die CBA Gründungsmitglied der Badminton World Federation, damals als International Badminton Federation bekannt. 1957 starteten die Canadian Open.
Die CBA wurde 1976 Gründungsmitglied des kontinentalen Dachverbands Badminton Pan Am, damals noch unter dem Namen Pan American Badminton Confederation bekannt. Der Verband engagierte zum Fortschritt der Sportart im Lande bedeutende Trainerpersönlichkeiten wie Gordon Mack, Judy Devlin, Channarong Ratanaseangsuang und Paul Whetnall. Anfang des neuen Jahrtausends wurde der Verband in Badminton Canada umbenannt.

## Bedeutende Veranstaltungen, Turniere und Ligen
- Canada Open
- Canadian Badminton Masters
- Canadian International
- Canadian Juniors
- Kanadische Meisterschaft
- Kanadische Meisterschaft der Junioren
- Manitoba Trophy
- Ontario Championships
- Ottawa District Championships
- Québec Championships

## Präsidenten
| Zeitraum  | Name              |
| --------- | ----------------- |
| 1921–1929 | S. H. McKee       |
| 1929–1931 | Roy Buchanan      |
| 1931–1932 | W. M. Stewart     |
| 1932–1933 | S. H. McKee       |
| 1933–1936 | W. L. Malcom      |
| 1936–1940 | William Keenan    |
| 1940–1941 | J. L. Johnston    |
| 1941–1946 | unbesetzt         |
| 1946–1949 | Jack Underhill    |
| 1949–1950 | Stuart Lawson     |
| 1951–1952 | R. Cramer         |
| 1952–1953 | George Crawford   |
| 1953–1955 | Ted Elliot        |
| 1955–1957 | Jack L. MacDonald |
| 1957–1964 | Hilles Pickens    |
| 1964–1967 | Donald F. MacKie  |
| 1967–1968 | Syd Lowthain      |
| 1968–1971 | John Forester     |
| 1971–1972 | Allan Fitzpatrick |
| 1972–1974 | Jack L. MacDonald |
| 1974–1976 | Lorne Wortman     |
| 1976–1978 | James Carnwath    |
| 1978–1979 | Pauline Ingall    |
| 1979–1981 | Herb Kirkconnell  |
| 1981–1984 | Dorothy Tinline   |
| 1984–1985 | Jack L. MacDonald |
| 1985–1989 | Pierre Blouin     |
| 1989–1998 | Wayne Macdonnell  |
| 1998–2003 | Rolf Paterson     |
| 2003–2008 | Martha Deacon     |
| 2008–2015 | Peter Golding     |
| 2015–2021 | Anil Kaul         |
| 2021–     | Ken Poole         |